# إكوينور

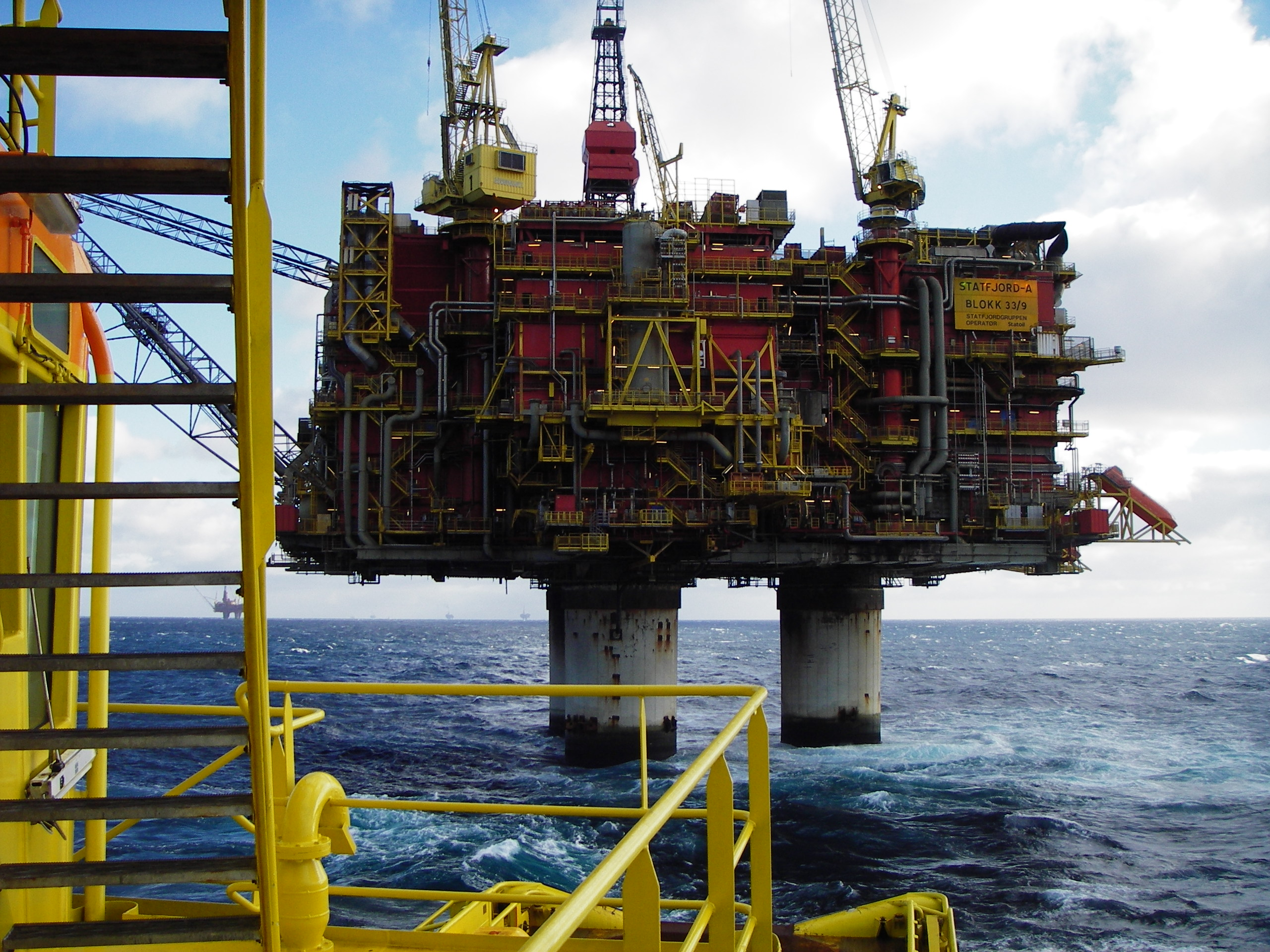
منصة بحرية لشركة إكوينور في بحر الشمال

إكوينور (بالنرويجية: Equinor) (وتُعرف سابقاً باسم: ستات أويل) والاسم الرسمي: EquinorASA «إكوينور إيه.إس.إيه» - هي شركة نفط نرويجية مقرها في مدينة ستافانغر بالنرويج. تأسّست الشركة في 1 أكتوبر 2007 باندماج شركة إكوينور مع شركة هيدرو للنفط والغاز النرويجية، وأُطلق على الشركتين بعد الاندماج اسم «ستات أويل هيدرو» قبل أن يتغير الاسم إلى ستات أويل إيه.إس.إيه، رغم أن الشركة ظلت تتعامل تجاريا باسم ستات أويل. وغيرت الشركة اسمها عام 2018 ليصبح «إكوينور». يعمل بالشركة حوالي 20,500 موظفاً.
تمتلك الدولة النرويجية 67% من أسهم شركة ستات أويل وتدير هذه الحصة وزارة النفط والطاقة النرويجية. وقد احتلّت الشركة المرتبة 11 بقائمة أكبر شركات النفط والغاز في العالم لعام 2013.